# Uvaria pandensis
Uvaria pandensis är en kirimojaväxtart som beskrevs av Bernard Verdcourt. Uvaria pandensis ingår i släktet Uvaria och familjen kirimojaväxter. IUCN kategoriserar arten globalt som starkt hotad. Inga underarter finns listade i Catalogue of Life.